# Pyrrosia matsudai
Pyrrosia matsudai är en stensöteväxtart som först beskrevs av Bunzo Hayata, och fick sitt nu gällande namn av Tag. Pyrrosia matsudai ingår i släktet Pyrrosia och familjen Polypodiaceae. Inga underarter finns listade.